# Basharat-moskee
De Basharat-moskee (Spaans: Mezquita Basharat; de naam betekent "goed nieuws") of Masjid Basharat is een moskee in Pedro Abad in het zuiden van Spanje.
De eerste steen werd op 9 oktober 1980 gelegd door het toenmalige hoofd van de wereldwijde Ahmadiyya Gemeenschap, Mirza Nasir Ahmad. Het is de eerste speciaal gebouwde moskee sinds het einde van de islamitische heerschappij aan het einde van de 15e eeuw. Het werd ingehuldigd op 10 september 1982 door het vierde hoofd van de Ahmadiyya Gemeenschap, Mirza Tahir Ahmad. De moskee is het centrum van de Ahmadiyya-beweging in Spanje.
De jaarlijkse bijeenkomst van de Ahmadiyya Moslim Gemeenschap in Spanje (Jalsa Salana) wordt gevierd in Pedro Abad.